# Estola truncatella
Estola truncatella là một loài bọ cánh cứng trong họ Cerambycidae.